# Heorhijiwka (obwód ługański)
Heorhijiwka (ukr. Георгіївка) – osiedle na Ukrainie, w obwodzie ługańskim, w faktycznie niefunkcjonującym rejonie ługańskim, od 2014 pod kontrolą marionetkowej, uzależnionej od Rosji Ługańskiej Republiki Ludowej. W 2001 liczyło 6546 mieszkańców.